# Alan Prince
Alan Sanford Prince (* 20. Juni 1946) ist ein emeritierter Professor der Linguistik an der Rutgers University in  New Jersey. Gemeinsam mit Paul Smolensky entwickelte Alan Prince in den frühen 1990er Jahren die Optimalitätstheorie. Vor seiner Tätigkeit an der Rutgers University lehrte er Linguistik an der Brandeis University und der University of Massachusetts. Im Jahr 2015 emeritierte er.